# Pleiostachya pruinosa
Pleiostachya pruinosa är en strimbladsväxtart som först beskrevs av Eduard August von Regel, och fick sitt nu gällande namn av Karl Moritz Schumann. Pleiostachya pruinosa ingår i släktet Pleiostachya och familjen strimbladsväxter. Inga underarter finns listade.